# فيليس داميكو
فيليس داميكو (بالإيطالية: Felice D'Amico)‏ (من مواليد 22 أغسطس 2000) هو لاعب كرة قدم إيطالي يلعب كمهاجم لنادي برو سيستو 1913، على سبيل الإعارة من سامبدوريا.